# Tomten, jag vill ha en riktig jul
Tomten, jag vill ha en riktig jul är en julsång, skriven av Kenneth Fridén. Han lämnade in en demo till Polarstudion där Tomas Ledin och Rutger Gunnarsson tyckte att den skulle spelas in av en barngrupp. De bildade därför Busungarna, med Rutger Gunnarssons sjuårige son och några av hans klasskamrater   1982. De spelade in låten på kort tid och den släpptes på singel strax före jul 1982. Den placerade sig på 11:e plats på försäljningslistan (för singlar) i Sverige, vilket var överraskande framgångsrikt eftersom den släpptes nära jul. Den har därefter etablerat sig och blivit en årligt återkommande julsång.
Sången lades också på gruppen Busungarnas album Tjena, vi är Busungarna 1984. Den handlar om julstämning samt barn som önskar sig av jultomten. Det lades till referenser som kommit att bli tidstypiska för 1980-talet, som radiostyrt flygplan, flipperspel, Donkey Kong och fotbollsspel.

## Varianter
- 1991 spelades en variant av melodin in med kockduon Werner & Werner och en ny alternativ text med titeln "Tomten du är så otroligt ful".
- 1997 spelades låten in av Håbo musikskola på EP-skivan  Flingor som singlar[4].
- 1998 spelades låten in av Drängarna & Smådrängarna på albumet En skitkul jul[5].
- 2002 släppte tjejduon Peaches sin version av låten på en jul-EP,[6] och en musikvideo spelades också in.
- 2008 tolkade Sonja Aldén, Shirley Clamp och Sanna Nielsen låten i sin julshow, i en swingversion och annan text som utgick från en mammas julstress.[7]
- 2010 släppte Måns Zelmerlöw en storbandsversion av låten på albumet Christmas with Friends, vilket är låtskrivarens favoritversion.[1]

## Listplaceringar
| Lista (1983, 2007) | Topplacering |
| ------------------ | ------------ |
| Sverige            | 11           |

## Publikation
- Julens önskesångbok, 1997, under rubriken "Nyare julsånger"